# Lago Tasman
Il lago Tasman (in inglese Tasman Lake) è un lago proglaciale formatosi recentemente a seguito dello scioglimento del ghiacciaio Tasman, nell'Isola del Sud della Nuova Zelanda.
Come molte altre località della Nuova Zelanda e dell'Australia, prende il nome dall'esploratore olandese Abel Janszoon Tasman.

## Ritiro del ghiacciaio Tasman
Nei primi anni '70, ai piedi del ghiacciaio Tasman c'erano diversi piccoli stagni di acqua di disgelo che, già nel 1990, si erano fusi formando il lago Tasman.
Il lago ha provocato un'accelerazione del ritiro del ghiacciaio, all'inizio indebolendone il fronte terminale, parti del quale sono crollate nel lago, in seguito dal 2006 uno strato sommerso di ghiaccio sporge per 50-60 metri dal fronte del ghiacciaio e periodicamente degli iceberg si staccano da questo strato e si allontanano galleggiando sul il lago. 
Poiché una parte maggiore del ghiacciaio è ora a contatto con l'acqua, la sua velocità di scioglimento è aumentata. 
Nel 2008 il lago era lungo circa 7 chilometri, largo 2 chilometri e profondo 245 metri, con una superficie quasi raddoppiata dal 2000. 
Si prevede che crescerà fino a una lunghezza massima di circa 16 km entro i prossimi uno o due decenni.

## Accesso e turismo

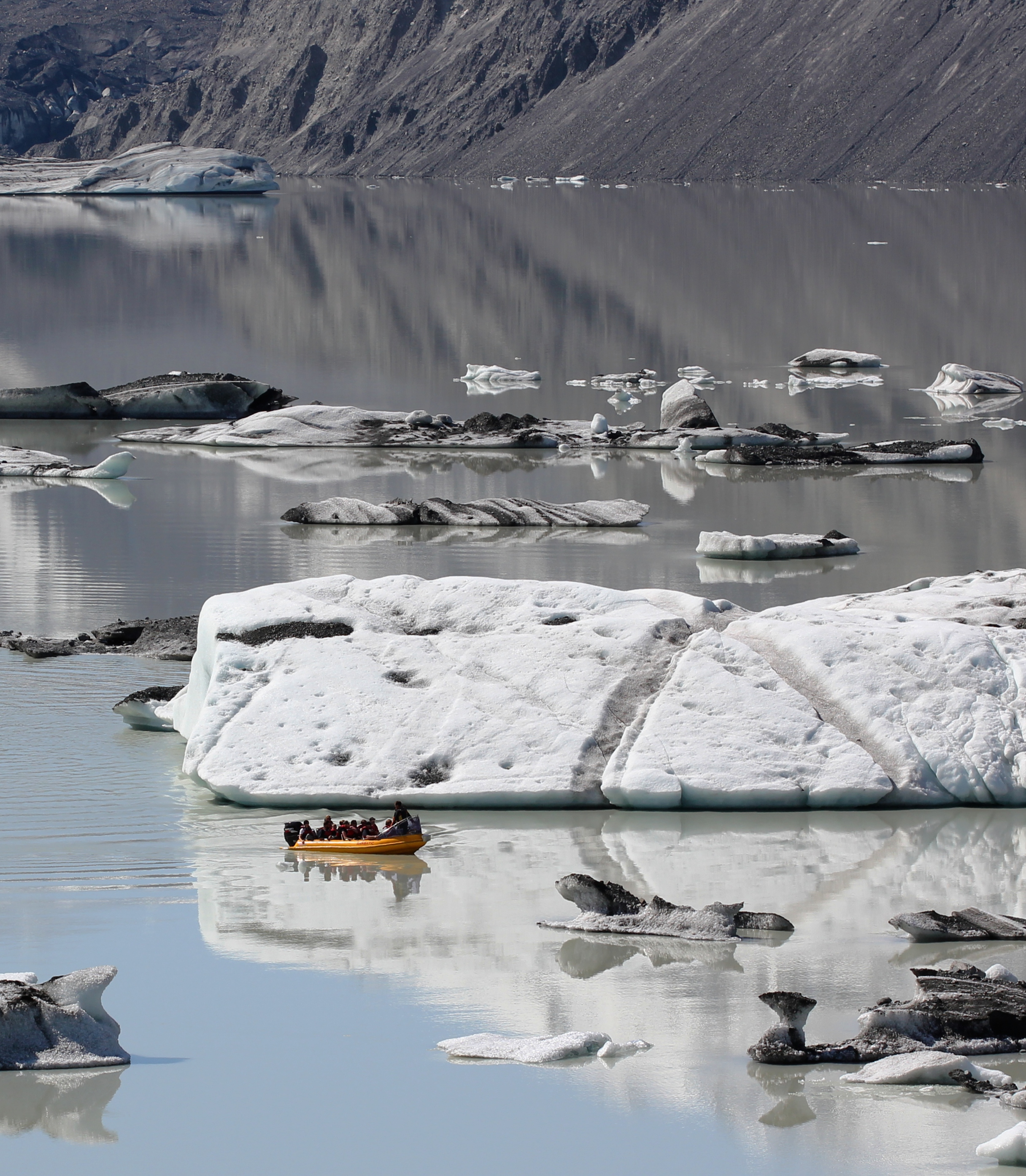
Tour in barca tra gli iceberg sul lago Tasman.

Il lago Tasman, come il ghiacciaio e le montagne circostanti, fa parte del Parco nazionale Aoraki/Monte Cook ed è raggiungibile in auto dal vicino Mount Cook Village e con una breve passeggiata dal parcheggio alla fine della strada.
Fare un giro in barca tra gli iceberg sul lago Tasman è ormai un'attività turistica molto popolare; per ragioni di sicurezza i piccoli gommoni non possono avvicinarsi a più di 1,5 chilometri dal fronte terminale del ghiacciaio Tasman, alto 50 metri.